# IPlus manager
iPlus–aplikacja operatora sieci komórkowej Plus do zarządzania usługą bezprzewodowego dostępu do Internetu, Plus Internet (dawniej iPlus Maneger). Z poziomu aplikacji iPlus użytkownik może połączyć się z Internetem, wysyłać, odbierać wiadomości SMS, zmieniać ustawienia połączeń z Internetem, uzyskać pomoc, uruchomić komunikator Gadu-Gadu, bądź uruchomić przeglądarkę internetową lub klienta poczty elektronicznej. Aplikacja ma za zadanie informować użytkownika o ilości wysłanych i pobranych danych, oraz poziomie sygnału sieci Plus. Aplikacja pokazuje też w zasięgu jakiej technologii modem znajduje się obecnie: GPRS, EDGE, UMTS, HSDPA oraz WLAN, a także CSD. Aplikacja współpracuje z kartą SIM Plus Internet, Plus, Plus na Kartę oraz Simdata.
Aplikacja obsługuje jedynie modemy, które znajdują się w ofercie Plus Internet.

## Minimalne wymagania systemowe aplikacji
- System operacyjny Microsoft Windows 2000, XP z Service Pack 2, Vista (wersja 32-bitowa; aplikacja zawiera sterowniki dla systemów Windows XP i Vista w wersji 64-bitowej do modemów Huawei E220, Huawei E272, Huawei E630, Huawei E620, Huawei E800)
- Procesor Intel Pentium II
- 128 MB pamięci RAM
- 30 MB wolnego miejsca na dysku
- Wolne złącze USB lub jeden z portów typu PCMCIA lub ExpressCard (w zależności od posiadanego modemu)
- Zainstalowane sterowniki sieci TCP/IP
- Przeglądarka Internet Explorer 5.5 lub Firefox 1.0

## Wygląd
W pierwszych wersjach aplikacja miała wygląd zielonego koła. W środku znajdowały się wskaźniki, na krawędziach mniejsze kółka z poszczególnymi funkcjami. Program był obsługiwany w technologii Flash.
Obecnie aplikacja ma wygląd normalnej aplikacji, ale z niebieskim paskiem i jasnoniebieskim tłem. Po lewej znajduje się menu z funkcjami. U góry trzy menu rozwijane: Plik, Narzędzia, Pomoc. Natomiast centralną część zajmuje aktualnie wybrana funkcja. Możliwa jest opcja minimalizacji do małego okienka nad paskiem systemowym.